# 국군역사문물관
국군역사문물관(중국어 정체자: 國軍歷史文物館, 병음: Guójūn Lìshǐ Wénwùguǎn)은 중화민국 타이베이시 중정 구에 있었던 중화민국의 군사박물관이다. 중화민국 국군의 실질적인 창군인 국민혁명군 창군 이후부터의 중일 전쟁시대와 국공 내전시대를 거친 중화민국 국군의 발전상을 소개한 박물관이었다.
박물관은 총 5개 전시실로 구성되어있었으며, 입장료를 받지 않았다.
2021년 12월 30일 정식 폐관하였고 향후 타이베이 시내에 국가군사박물관으로 계승될 계획이다.

## 역사
- 1960년 - 중화민국 정부의 건립 결정이 확정되었다.
- 1961년 10월 31일 - 정식 개관하였다.
- 1999년 6월 19일 - 운영규정이 공식적으로 제정되었다.
- 2004년 ~ 2006년 - 크고 작은 개보수 공사가 진행되었다.
- 2017년 8월 18일 - 전시된 일본도가 도난당하여 인근 중화민국 총통부에서 범죄에 악용[1]되어 일시 휴관하였다.
- 2017년 10월 2일 - 정식으로 전면개보수를 위하여 일시 휴관에 들어갔다.[2]
- 2018년 1월 - 전면개보수를 종료하고 재개방하였다.
- 2021년 12월 30일, 정식 폐관하였고 향후 타이베이 시내의 다른 곳에 국가군사박물관을 개관하여 법통을 잇게 된다.

## 전시실 구조

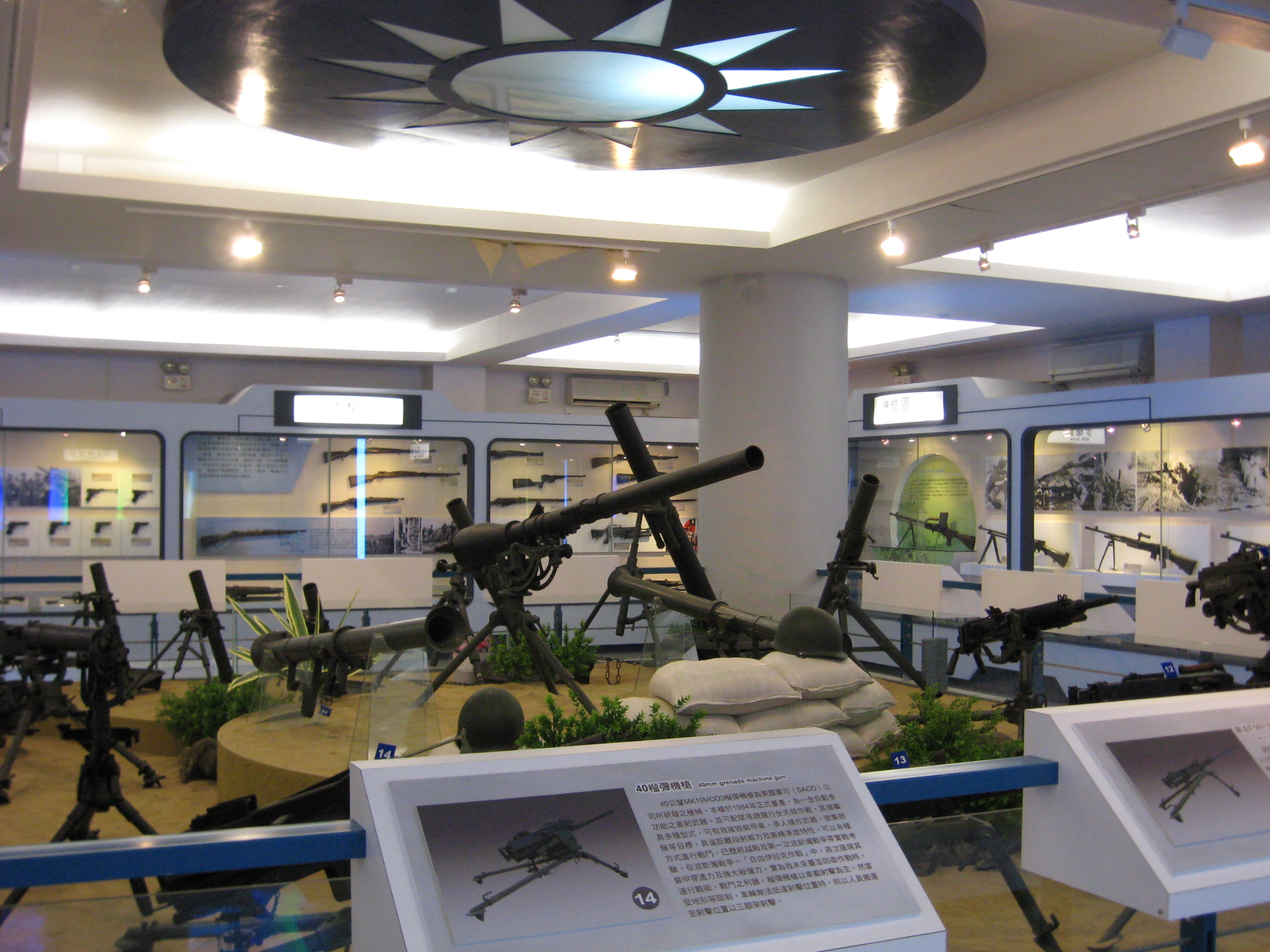
국군역사문물관에 전시되었된 중화민국 국군의 병기

### 제1전시실
국민혁명군의 창군과 황포군관학교 개교, 북벌로 이어지는 중화민국 국군의 전신인 국민혁명군의 중국 통일 과정과 관련된 유물이 전시되어있었다.

### 제2전시실
중일 전쟁을 중심으로 국민혁명군의 항일 전쟁 과정과 관련된 유물이 전시되어있었다. 이곳에 난징 대학살 당시 일본군의 100인 참수 경쟁때 사용된 일본도가 전시되어있었다.

### 제3전시실
제2차 국공 내전과 그 이후의 양안 관계와 얽힌 중화인민공화국과의 군사적 대립, 특히 진먼 포격전과 관련된 유물이 전시되어있었다.

### 제4전시실
현대 중화민국 국군의 주요 병기, 특히 중화민국이 자제적으로 개발한 병기의 모형과 실물 일부가 전시되어있었다.

### 제5전시실
소총, 칼등의 병기 일부가 전시되어있으며 총기 사격 체험 공간이 있었다.

## 주요 전시품
- 국민혁명군 관련 유품
  - 총사령부 군기
  - 총사령부 인장
- 육해공군 총사령부 관련 유품
  - 육해공군 총사령부 군기
  - 육해공군 총사령부 인장
- 장제스 관련 유품
  - 장제스의 군도
  - 장제스의 지휘봉
- 중일 전쟁 관련 유품
  - 오카무라 야스지의 군도
  - 중정식 소총

## 개최된 주요 특별전시회
- 타이베이 형무소 관련 전시회 (2005년)
- 헌병대 특별 전시회 (2006년)
- 진먼 포격전 기념 전시회 (2008년)
- 구닝터우 전투 60주년 기념 전시회 (2009년)
- 황포군관학교 개교 90주년 기념 전시회 (2014년)
- 뇌호비행특기소조 특별 전시회 (2014년)
- 북벌 출병 90주년 기념 전시회 (2016년)